# Episodi di Better with You
La prima e unica stagione di Better with You è stata trasmessa negli Stati Uniti dalla ABC dal 22 settembre 2010 all'11 maggio 2011.
In Italia andrà in onda su Mya dal 25 luglio 2011 al 3 ottobre 2011.
| nº | Titolo originale             | Titolo italiano                    | Prima TV USA      | Prima TV Italia   |
| -- | ---------------------------- | ---------------------------------- | ----------------- | ----------------- |
| 1  | Pilot                        | Meglio con un marito sconosciuto   | 22 settembre 2010 | 25 luglio 2011    |
| 2  | Better with Firehouse        | Meglio con la casa dei sogni       | 29 settembre 2010 | 25 luglio 2011    |
| 3  | Better with Ben              | Meglio con Ben                     | 6 ottobre 2010    | 1º agosto 2011    |
| 4  | Better with Fighting         | Meglio con una discussione         | 13 ottobre 2010   | 1º agosto 2011    |
| 5  | Better with Little Buddy     | Meglio con il piccoletto           | 20 ottobre 2010   | 8 agosto 2011     |
| 6  | Better with Halloween        | Meglio con un regalo               | 27 ottobre 2010   | 8 agosto 2011     |
| 7  | Better with Road Joel        | Meglio con un viaggio da ricordare | 3 novembre 2010   | 15 agosto 2011    |
| 8  | Better with Flirting         | Meglio con un po' di fascino       | 17 novembre 2010  | 15 agosto 2011    |
| 9  | Better with Thanksgiving     | Meglio con un tacchino             | 24 novembre 2010  | 22 agosto 2011    |
| 10 | Better with Christmas Crap   | Meglio il Natale con i tuoi        | 8 dicembre 2010   | 22 agosto 2011    |
| 11 | Better with Skinny Jeans     | Meglio con il fanta-marito         | 5 gennaio 2011    | 29 agosto 2011    |
| 12 | Better with a Cat            | Meglio con un gatto                | 19 gennaio 2011   | 29 agosto 2011    |
| 13 | Better with Valentine's Day  | Meglio con una sorpresa            | 9 febbraio 2011   | 5 settembre 2011  |
| 14 | Better with a Leather Jacket | Meglio con un po' di fortuna       | 16 febbraio 2011  | 5 settembre 2011  |
| 15 | Better with a Shamrock       | Meglio con un trifoglio            | 23 febbraio 2011  | 12 settembre 2011 |
| 16 | Better Without a Couch       | Meglio senza le ex                 | 2 marzo 2011      | 12 settembre 2011 |
| 17 | Better without a Job         | Meglio con un lavoro               | 13 aprile 2011    | 19 settembre 2011 |
| 18 | Better with Lying            | Meglio con le bugie                | 20 aprile 2011    | 19 settembre 2011 |
| 19 | Better with Dancing          | Meglio con un ballo                | 25 aprile 2011    | 26 settembre 2011 |
| 20 | Better with Crying           | Meglio con qualche lacrima         | 27 aprile 2011    | 26 settembre 2011 |
| 21 | Better with a Bargain        | Meglio con lo sconto               | 4 maggio 2011     | 3 ottobre 2011    |
| 22 | Better with the Baby         | Meglio con la fede al dito         | 11 maggio 2011    | 3 ottobre 2011    |

## Meglio con un marito sconosciuto
- Titolo originale: Pilot
- Diretto da: James Burrows
- Scritto da: Shana Goldberg-Meehan

### Trama
Mia comunica alla sorella maggiore Maddie l'intenzione di sposare a breve il suo ragazzo Casey, da cui aspetta un bambino, dopo appena sette settimane di relazione. Mia ha bisogno del suo supporto per comunicarlo ai loro genitori, Joel e Vicky. Maddie si impegna da brava sorella maggiore ad aiutarla ma inaspettatamente i loro genitori la prendono meglio del previsto.

## Meglio con la casa dei sogni
- Titolo originale: Better with Firehouse
- Diretto da: John Pasquin
- Scritto da: Lon Zimmet e Dan Rubin

### Trama
Mia e Casey cercano la casa ideale per le loro nuove esigenze di futuri genitori. Casey rimane conquistato da un'ex caserma dei pompieri da ristrutturare mentre Mia non riesce però a dirgli di non essere d'accordo. Maddie spiega a Mia come fingere di essere d'accordo, per poi dare la colpa a qualcos'altro (in questo caso il costo delle ristrutturazioni). Purtroppo anche Ben si innamora della caserma e i trucchi di Maddie le si ritorcono contro, così Maddie prega i genitori di dare a Mia e Casey i soldi per la ristrutturazione in modo che loro non possano rifiutare. Alla fine Mia trova i lati positivi della nuova sistemazione e accetta.

## Meglio con Ben
- Titolo originale: Better with Ben
- Diretto da: Andy Cadiff
- Scritto da: Kat Likkel e John Hoberg

### Trama
È il momento della tradizionale foto di famiglia da spedire come biglietto d'auguri natalizio. Joel si è sempre prodigato tutti gli anni per creare foto originali e divertenti. Ben è abituato a non essere incluso e ci rimane molto male quando Joel invita Casey a partecipare. Anche Maddie si arrabbia quando Joel le spiega che, non essendo sposati, Ben non è ufficialmente parte della famiglia. Maddie decide di boicottare la foto e di fare la sua foto di famiglia con Ben, sempre a tema stravagante. Anche Mia e Vicky (che vuole mettere un costume sexy che Joel gli ha sempre impedito di indossare) si lasciano coinvolgere, scatenando una piccola guerra in famiglia.

## Meglio con una discussione
- Titolo originale: Better with Fighting
- Diretto da: Andy Cadiff
- Scritto da: Shana Goldberg-Meehan

### Trama
Casey e Mia hanno il loro primo vero litigio come coppia e non sanno come uscirne. Maddie e Ben hanno un loro stile per le litigate, in cui Maddie usa i suoi toni da avvocato, mentre Vicky e Joel preferiscono evitare le discussioni e non approfondire.

## Meglio con il piccoletto
- Titolo originale: Better with Little Buddy
- Diretto da: Andy Cadiff
- Scritto da: Greg Malins

## Meglio con un regalo
- Titolo originale: Better with Halloween
- Diretto da: John Pasquin
- Scritto da: Mathew Harawitz

## Meglio con un viaggio da ricordare
- Titolo originale: Better with Road Joel
- Diretto da: Shelley Jensen
- Scritto da: Zachary Rosenblatt

## Meglio con un po' di fascino
- Titolo originale: Better with Flirting
- Diretto da: Shelley Jensen
- Scritto da: Greg Malins

### Trama
Mia, Maddie e Vicky sono alle prese con i preparativi del matrimonio. Maddie riesce ad assumere l'affermata wedding planner Lorraine Ashley che riesce ad organizzare un matrimonio perfetto, purtroppo la donna riceve un'inaspettata proposta di matrimonio e ruba a Mia sia la sala che tutti i fornitori.

## Meglio con un tacchino
- Titolo originale: Better with Thanksgiving
- Diretto da: Gary Halvorson
- Scritto da: Adam Chase

### Trama
Si avvicina il giorno del ringraziamento, che la famiglia passa tutti gli anni a casa di Vicky e Joel. stavolta però la cucina è fuori uso e Maddie ne approfitta per festeggiare da lei e Ben per la prima volta. Lo scopo di tutta la famiglia però è di impedire a Vicky di cucinare il tacchino, su cui ogni anno fa degli esperimenti mettendo insieme strane salse e ripieni poco convenzionali. Casey riesce a intrattenerla con un gioco molto competitivo e ricco di insulti che fanno da tradizione nella sua famiglia. Mia scopre che anni prima Ben ha fatto la proposta di matrimonio a Maddie, ma una serie di sfortunate coincidenze li avevano fatti desistere.

## Meglio il Natale con i tuoi
- Titolo originale: Better with Christmas Crap
- Diretto da: Gary Halvorson
- Scritto da: Margee Magee e Angeli Millan

### Trama
Casey decide di passare il Natale con la famiglia di Mia ed è entusiasta del suo primo Natale "commerciale" (mentre i suoi genitori hanno sempre preferito un Natale semplice, senza dolciumi e con regali eco-sostenibili) che si svolgerà nella baita sul lago dove la famiglia festeggia tutti gli anni. Mia e Maddie decidono di sabotare il programma che si ripete identico ogni anno, fingendo l'una di non poter viaggiare e l'altra una malattia della suocera. Le due sorelle però si ritrovano in aeroporto, entrambe dirette a Key West (meta natalizia di una coppia di vicini di casa che da bambine invidiavano), ma anche i genitori non tardano ad arrivare, avendo avuto la stessa idea. il ritardo dell'aereo permette a Casey di avere ciò che desiderava.

## Meglio con il fanta-marito
- Titolo originale: Better with Skinny Jeans
- Diretto da: Rob Schiller
- Scritto da: Kat Likkel e John Hoberg

### Trama
Mia ha dovuto fare il bucato da Maddie e Ben per sbaglio si è messo i suoi jeans, che si sono strappati e costringe il cognato a comprargliene altri. Mia però deve fare i conti con la sua nuova taglia premaman e non è contenta, ma poi si lascia convincere da Ben a comprare dei pantaloni adatti a lei.

## Meglio con un gatto
- Titolo originale: Better with a Cat
- Diretto da: Shelley Jensen
- Scritto da: Christopher Luccy

### Trama
Mia e Casey adottano un gattino randagio, ma il medico sconsiglia di tenerlo a casa loro per via della gravidanza, e cercano quindi qualcuno a cui affidarlo. Inoltre la coppia sta decidendo chi nominare come tutori del bambino nel testamento. Joel, Vicky, Ben e Maddie fraintendono la situazione creata dal gatto e credono che la coppia voglia usarlo come test per decidere a chi affidare il bambino, inizia così una gara senza esclusione di colpi bassi su chi riesce ad accudirlo meglio.

## Meglio con una sorpresa
- Titolo originale: Better with Valentine's Day
- Diretto da: Gary Halvorson
- Scritto da: Greg Malins e Shana Goldberg-Meehan

### Trama
È san Valentino e Casey cerca di organizzare delle sorprese memorabili, ciò mette Ben e Joel in competizione per chi riuscirà ad organizzare il miglior san Valentino. Maddie e Vicky però si offrono di passare la serata ad aiutare Mia al lavoro, convinte che come al solito i loro uomini non stiano organizzando niente di particolare. Non sanno però che Mia ha tutto sotto controllo e che finge di avere difficoltà per delegare meglio agli altri.

## Meglio con un po' di fortuna
- Titolo originale: Better with a Leather Jacket
- Diretto da: Gary Halvorson
- Scritto da: Eve Weston & Dan Holden

### Trama
Casey ha un colloquio di lavoro come mascotte della squadra di baseball della città. Non avendo una giacca decide di indossare una vecchia giacca di pelle che era passata in mano a tutta la famiglia, ignorando che tutti credono porti sfortuna. Il colloquio sembra andar male, Ben decide allora di regalare la giacca ad una coppia che lei e Maddie non sopportano e da cui vengono sempre battuti alla "serata dei quiz" al pub che frequentano. In realtà la giacca non porta affatto sfortuna ma anzi ha portato indirettamente fortuna a tutti loro.

## Meglio con un trifoglio
- Titolo originale: Better with a Shamrock
- Diretto da: Gary Halvorson
- Scritto da: Lon Zimmet e Dan Rubin

## Meglio senza le ex
- Titolo originale: Better Without a Couch
- Diretto da: Andrew Weyman
- Scritto da: Lon Zimmet e Dan Rubin (soggetto); Zachary Rosenblatt (sceneggiatura)

## Meglio con un lavoro
- Titolo originale: Better without a Job
- Diretto da: Gary Halvorson
- Scritto da: Shana Goldberg-Meehan e Greg Malins

## Meglio con le bugie
- Titolo originale: Better with Lying
- Diretto da: Andy Cadiff
- Scritto da: Greg Malins

## Meglio con un ballo
- Titolo originale: Better with Dancing
- Diretto da: Gary Halvorson
- Scritto da: Eve Weston (soggetto); Christopher Luccy (sceneggiatura)

## Meglio con qualche lacrima
- Titolo originale: Better with Crying
- Diretto da: Gary Halvorson
- Scritto da: Mathew Harawitz

## Meglio con lo sconto
- Titolo originale: Better with a Bargain
- Diretto da: Gary Halvorson
- Scritto da: Margee Magee e Angeli Millan

## Meglio con la fede al dito
- Titolo originale: Better with the Baby
- Diretto da: Gary Halvorson
- Scritto da: Adam Chase (soggetto); Zachary Rosenblatt e Greg Malins (sceneggiatura)